# コンバ (レジスタンス)
コンバ（Combat）は職業軍人であるアンリ・フルネがリヨンで自由に集まったキリスト教民主主義者と合同して作ったレジスタンス組織。フランティルール（Franc-Tireur）、リベラシオン・シュド（Libération-Sud）などと並ぶレジスタンスの中心的組織であり、最大の人員を誇ったといわれる。その後の推移は不明であるが、レジスタンス運動の主力であったマキと同じく秘密軍隊FFIにとうごうされたものと思われる。人数が多かったため様々な傾向を持つ戦士の集まりであり、対独協力（コラボラシオン）に転向するものもあったようである。